# Listă de conducători de stat din 1158
1154 - 1155 - 1156 - 1157 - 1158 - 1159 - 1160 - 1161 - 1162
Aceasta este o listă a conducătorilor de stat din anul 1158:

## Europa
- Almohazii: Abd al-Mumin ibn Ali (conducător din dinastia Almohazilor, 1130-1163)
- Anglia: Henric al II-lea (rege din dinastia Plantagenet, 1154-1189; totodată, conte de Anjou, 1151-1189; totodată, duce de Normandia, 1151-1189; totodată, duce de Aquitania, 1152-1168)
- Anjou: Henric Plantagenet (conte, 1151-1189; totodată, duce de Normandia, 1151-1189; totodată, duce de Aquitania, 1152-1168; ulterior, rege al Angliei, 1154-1189)
- Apulia și Calabria: Roger al IV-lea (duce din dinastia normandă de Hauteville, 1156-1161)
- Aquitania: Henric Plantagenet (duce, 1152-1168; totodată, conte de Anjou, 1151-1189; totodată, duce de Normandia, 1151-1189; ulterior, rege al Angliei, 1154-1189)
- Aragon: Petronilla (regină, 1137-1164) și Ramon Berenguer de Barcelona (rege, 1137-1162)
- Armenia, statul Siunik: Grigore al VI-lea (rege din dinastia Bagratizilor, 1105-1166)
- Austria: Henric al II-lea Jasomirgott (margraf din dinastia Babenberg, 1141-1177; duce, din 1156; totodată, duce de Bavaria, 1141-1156)
- Bavaria: Henric al XII-lea Leul (duce din dinastia Welfilor, 1156-1180; totodată, duce de Saxonia, 1142-1180)
- Bizanț: Manuel I (împărat din dinastia Comnenilor, 1143-1180)
- Bosnia: Boric (ban, înainte de 1154-1163)
- Brabant: Godefroi al III-lea (duce, 1142-1190)
- Brandenburg: Albrecht I Ursul (margraf din dinastia Askaniană, 1150-1170; anterior, duce de Saxonia, 1138-1142)
- Bretagne: Conan al IV-lea cel Mic sau cel Negru (duce, 1148/1156-1166)
- Burgundia: Eudes al II-lea (duce din dinastia Capețiană, 1143-1162)
- Capua: Robert al III-lea (principe titular din dinastia normandă de Hauteville, 1155-1158)
- Castilia: Sancho al III-lea cel Dorit (rege, 1157-1158) și Alfonso al VIII-lea (rege, 1158-1214)
- Cehia: Vladislav al II-lea (cneaz din dinastia Premysl, 1140-1172; rege, din 1158)
- Champagne: Henric I Liberalul (conte din casa de Blois-Champagne, 1152-1181)
- Danemarca: Valdemar I cel Mare (rege din dinastia Valdemar, 1147-1182)
- Flandra: Thierry de Alsacia (conte din dinastia de Alsacia, 1128-1168)
- Franța: Ludovic al VII-lea cel Tânăr (rege din dinastia Capețiană, 1137-1180; totodată, duce de Aquitania, 1137-1152)
- Germania: Frederic I Barbarossa (rege din dinastia Hohenstaufen, 1152-1190; ulterior, împărat occidental, 1155-1190)
- Gruzia: Gheorghe al III-lea (rege din dinastia Bagratizilor, 1156-1184)
- Hainaut: Balduin al IV-lea (conte din casa de Flandra, 1120-1171)
- Imperiul occidental: Frederic I Barbarossa (împărat din dinastia Hohenstaufen, 1155-1190; totodată, rege al Germaniei, 1152-1190)
- Istria: Engelbert al III-lea (margraf din casa de Sponheim, 1124-1173; totodată, margraf de Carniola, 1124-1173; ulterior, margraf de Toscana, 1135-1137; ulterior, duce de Spoleto, 1135-1137)
- Kiev: Iziaslav al III-lea Davidovici (mare cneaz din dinastia Rurikizilor, 1154-1155, 1157-1158)
- Leon: Ferdinand al II-lea cel Mare (rege, 1157-1188)
- Lorena Superioară: Mathieu I (duce din casa Lorena-Alsacia, 1139-1176)
- Luxemburg: Henric al II-lea cel Orb (conte, înainte de 1138-1196)
- Merania: Conrad I (duce, cca. 1153-1159; anterior, conte de Dachau)
- Montferrat: Guglielmo al III-lea cel Bătrân (margraf din casa lui Aleramo, cca. 1135-1190)
- Navarra: Sancho al VI-lea cel Înțelept (rege, 1150-1194)
- Normandia: Henric al II-lea (duce, 1151-1189; totodată, conte de Anjou, 1151-1189; totodată, duce de Aquitania, 1152-1168; ulterior, rege al Angliei, 1154-1189)
- Norvegia: Haakon al II-lea Sigurdsson (rege, 1157-1162)
- Olanda: Floris al III-lea (conte, 1157-1190)
- Polonia: Boleslaw al IV-lea cel cu Părul Creț (mare cneaz, 1146-1173)
- Portugalia: Afonso I Henriques (conte din dinastia de Burgundia, 1114-1185; rege, din 1143)
- Reazan: Vladimir Sveatoslavici (cneaz, cca. 1155-1161)
- Savoia: Humbert al III-lea cel Puternic (conte, 1148-1189)
- Saxonia: Henric al III-lea Leul (duce din dinastia Welfilor, 1142-1180; ulterior, duce de Bavaria, 1156-1180)
- Saxonia: Otto al II-lea cel Bogat (margraf din dinastia de Wettin, 1156-1190)
- Scoția: Malcolm al IV-lea (rege, 1153-1165)
- Serbia: Uroș al II-lea (mare jupan din dinastia lui Vukan, cca. 1131-înainte de 1155, 1155-cca. 1160)
- Sicilia: Guillaume I cel Rău (rege din dinastia de Hauteville, 1154-1166)
- Spoleto: Welf al VI-lea (duce din dinastia Welfilor, 1152-1160, 1167-1173; totodată, margraf de Toscana, 1152-1160, 1167-1173)
- Statul papal: Adrian al IV-lea (papă, 1154-1159)
- Suedia: Erik Jerdvardsson cel Sfânt (rege din dinastia Sverker, cca. 1156-cca. 1160)
- Toscana: Welf al VI-lea (margraf din dinastia Welfilor, 1152-1160, 1167-1173; totodată, duce de Spoleto, 1152-1160, 1167-1173)
- Toulouse: Raimond al V-lea (conte, 1148-1194)
- Ungaria: Geza al II-lea (rege din dinastia Arpadiană, 1141-1162)
- Veneția: Vitale Michiel al II-lea (doge, 1156-1172)
- Verona: Herman al III-lea (margraf din casa de Baden, 1151-1160; totodată, margraf de Baden, 1151-1160)
- Vladimir-Suzdal: Andrei I Iurievici Bogoliubksi (mare cneaz, 1157-1174; ulterior, mare cneaz de Kiev, 1169)

## Africa
- Almohazii: Abd al-Mumin ibn Ali (conducător din dinastia Almohazilor, 1130-1163)
- Fatimizii: al-Faiz (Abu'l-Kasim Isa ibn az-Zafir) (calif din dinastia Fatimizilor, 1154-1160)
- Kanem-Bornu: Biri I (sultan, cca. 1150-cca. 1176)

## Asia

### Orientul Apropiat
- Antiohia: Renaud de Châtillon (principe, 1153-1160)
- Armenia Mică: Toros al II-lea (principe din dinastia Rubenizilor, 1145-1169)
- Bizanț: Manuel I (împărat din dinastia Comnenilor, 1143-1180)
- Califatul abbasid: Abu Abdallah Muhammad al-Muktafi ibn al-Mustazhir (calif din dinastia Abbasizilor, 1136-1160)
- Fatimizii: al-Faiz (Abu'l-Kasim Isa ibn az-Zafir) (calif din dinastia Fatimizilor, 1154-1160)
- Ghaznavizii: Muizz ad-Daula Husrau Șah ibn Bahran (sultan din dinastia Ghaznavizilor, 1157-1160)
- Ghurizii: Ala ad-Din Hussain ibn Hussain (sultan din dinastia Ghurizilor, 1149-1161)
- Ghurizii din Bahmian și Toharistan: Fahr ad-Din Masud ibn Hussain (sultan din dinastia Ghurizilor, 1145/1146-1163)
- Ierusalim: Balduin al III-lea (rege, 1143-1163)
- Selgiucizii din Irak: Muhammad al II-lea ibn Mahmud (sultan din dinastia Selgiucidă, 1153-1159/1160)
- Selgiucizii din Kerman: Muhi'l-Din Toghrul Șah ibn Malik Șah (sultan din dinastia Selgiucizilor, 1156-1169/1170)
- Selgiucizii din Konya: Izza ad-Din Kilic Arslan al II-lea ibn Masud (sultan din dinastia Selgiucizilor, 1156-1192)

### Orientul Îndepărtat
- Birmania, statul Arakan: Datharaja (rege din dinastia de Parin, 1153-1165)
- Birmania, statul Pagan: Alaungsithu (rege din dinastia Constructorilor de Temple, 1112-1167)
- Cambodgea, Imperiul Kambujadesa (Angkor): Dharanindravarman al II-lea (împărat din dinastia Mahidharapura, 1151-1160)
- Cambodgea, statul Tjampa: Jaya Harivarman al II-lea (rege din cea de a unsprezecea dinastie, ?-?) (?)
- China: Gaozong (împărat din dinastia Song de sud, 1127-1162)
- China, Imperiul Jurchenilor: Hailing Wang (împărat din dinastia Jin, 1149-1161)
- China, Imperiul Liao de vest: Renzong (împărat, 1151-1163)
- China, Imperiul Xia de vest: Renzong (împărat, 1140-1193)
- Coreea, statul Koryo: Uijong (Wang Hyon) (rege din dinastia Wang, 1147-1170)
- Ghaznavizii: Muizz ad-Daula Husrau Șah ibn Bahran (sultan din dinastia Ghaznavizilor, 1157-1160)
- Ghurizii: Ala ad-Din Hussain ibn Hussain (sultan din dinastia Ghurizilor, 1149-1161)
- Ghurizii din Bahmian și Toharistan: Fahr ad-Din Masud ibn Hussain (sultan din dinastia Ghurizilor, 1145/1146-1163)
- India, statul Chalukya apuseană: Tailapa al III-lea (rege, 1151-1156/1163) și Kalachuri Bijjala (uzurpator, 1156-1168)
- India, statul Chola: Rajaraja al II-lea (rege, 1150-1173)
- India, statul Hoysala: Narasimhadeva I (rege, 1152-1173)
- Japonia: Go-Șirakaua (împărat, 1155-1158) și Nijo (împărat, 1158-1165)
- Kashmir: Pramanuka (rege din a doua dinastie Lohara, 1154-1164)
- Nepal: Rudradeva al II-lea (rege din dinastia Thakuri, 1147-1175)
- Sri Lanka: Parakkamabahu I cel Mare (rege din dinastia Silakala, 1153-1186)
- Vietnam, statul Dai Co Viet: My Anh-tong (rege din dinastia Ly târzie, 1138-1175)